# イーロン・マスクによるTwitterの買収
本項では、イーロン・マスクによるTwitterの買収（イーロン・マスク による ツイッター の ばいしゅう）について解説する。
2022年1月、アメリカ合衆国の実業家、イーロン・マスクはTwitter, Inc.の買収にむけ同社の株の購入を開始した。マスクは同年10月28日にTwitterの買収を完了した。同年11月8日、Twitter社はニューヨーク証券取引所から上場廃止となり、非公開会社となった。

## 概要
|           | Elon Musk | Xの短文投稿より |
| @elonmusk |           |                 |

英語: the bird is freed

            鳥は解放された
        

        October 28, 2022

2022年1月、アメリカの自動車メーカーテスラのCEOであるマスクはTwitter株の購入を開始し、3月には同社の株式5%に到達、4月4日にはTwitterの株式の9.1%を26億4000万ドルで購入した。マスクは出資比率が5%を超えてから10日以内に米国証券取引委員会（SEC）に必要な書類を提出しなかったが、これは米国証券法違反である。
同日中にSECの13Gファイルで出資を公にしたところ、Twitterの株価は27%上昇し、2013年のIPO以来の株価の上昇を記録した。同年4月9日の取締役会ではマスクの席が用意されたが当日に取締役会不参加の意向を明らかにした。
マスクがTwitterの株式を大量に取得していたことが明らかになったのは、マスクが同年3月にTwitterの言論の自由への取り組みに疑問を呈し、ライバルとなるソーシャルメディアを作ることを示唆するツイートを行った後だったが、この発言は彼がTwitterの株式の7.5%を取得した後になされたものであった。
4月14日、マスクは、440億ドル（日本円でおよそ5兆4000億円）でTwitterの株式の100%を取得する買収を提案した。これに対し、Twitterの取締役会は、取締役会の承認なしに一人の投資家が15%以上の株式を保有することを困難にする株主権利プラン（メディアは「ポイズン・ピル」と報道）を採択した。
総額440億ドルのうち、マスクが210億ドル分を自己資金で受け持ち、残りは銀行借入となった。この210億ドル分の自己資金確保のために、マスクは4月27日時点で約440万株のテスラ株を売却し、40億ドル相当を現金化している。これに対しTwitterの取締役会議長のブレット・テイラーは同年4月25日に、「提案の価値や資金調達の方法などについて深く包括的に評価した。株主にとって最善の道だと信じている」とコメントしマスクの提案を受け入れた。
マスクは約440億ドル（約5兆6000億円）で入札を成功させた。この取引の反動で翌日、テスラの株式市場価値は1250億ドル以上下落し、マスクは純資産のうち約300億ドルを失うことになった。買収発表後、Twitter幹部のビジャヤ・ガッデの方針を批判するツイートを8600万人のフォロワーに向けて行い、それを受けた一部の人々が彼女に対して性差別や人種差別の嫌がらせを行う事態に発展した。買収発表からちょうど1カ月後、Twitterのデイリーアクティブユーザーの5%がスパムアカウントであるとの報道を受け、マスクは買収を「保留」とし、Twitterの株価が10%以上下落する事態となった。
マスクはTEDインタビューでSNSとしてのTwitterが「世界中の言論の自由のためのプラットフォーム」になることを願っていて、自身の資産のために買収するわけではないとした。また、同年5月10日、マスクはフィナンシャル・タイムズのイベントに登壇し、アメリカ合衆国前大統領のドナルド・トランプのアカウントが2021年1月6日のアメリカ合衆国議会議事堂襲撃事件を受けて利用が永久に停止されていることについて「正しくなかった」とし、買収後、トランプのツイッターのアカウントを復活させる考えを示した。なお、トランプのアカウントは買収完了後の11月19日に利用者の投票を経て停止措置が解除された。
6月17日、マスクはツイッターの社員の集会にオンライン形式で初めて出席した。その際にマスクは、社員による「一時解雇の可能性はあるか」という質問に「今はコストが収益を上回っている」とし、一時解雇の可能性を示唆した。同年7月8日にマスクは、偽アカウントの数が企業価値の算定にかかわるとしてTwitter側に偽アカウントの数が5%未満という検証に必要な情報を求めたが、Twitter側がこれを拒んだことを「重大な契約違反」として合意した買収計画を撤回した。買収合意破棄の際の違約金は10億ドルといわれており、Twitterはマスクに法的措置をとる構えで、訴訟に発展する可能性も出ている。
7月12日、Twitter社は、法的拘束力のあるTwitter社買収の合意に違反したとして、デラウェア州の大法院にマスクを正式に提訴した。同年10月、マスクは再び反転し、Twitterを1株あたり54.20ドルで買収することを提案した。
10月13日、ツイッターが裁判所に提出した資料が公開され、同社の買収案に関連してマスクがアメリカ捜査当局の調査を受けていることが判明。
10月28日、440億ドル（約6兆4000億円）で買収が完了した。11月8日にニューヨーク証券取引所から上場廃止となり、非公開会社になった。

## 影響

### マスク買収後のTwitter広告主の大量撤退
デジタルマーケティングに関する市場調査会社・Pathmaticsの分析によると、イーロン・マスクによる買収以前にTwitterに広告を出していた上位100社の広告主のうち70%が、2022年12月18日までの1週間に広告を出していないとのこと。Twitterの収益のうち約89%は広告費であるため、この状況はマスクにとって看過できるものではないとWall Street Journalは指摘している。

### マスク買収後のデマやヘイトの急増
Bot Sentinelによると、2022年10月27日から11月1日までの間に約87万7000アカウントが停止され、さらに約49万7000アカウントが凍結されたという。多くのユーザーがマストドンなどの他のプラットフォームへの移行を試みており、実際にマストドンでは新規ユーザーが49万人近くに上り、11月7日には月間アクティブユーザーが100万人を超えた。
11月3日、アメリカのゼネラル・ミルズ、ファイザー、モンデリーズ・インターナショナル、ドイツのフォルクスワーゲンはツイッターでの広告を一時的に停止したと発表した。ゼネラルモーターズ、フォード・モーターが1週間前に広告を停止している。
11月4日、全従業員の約半数の3700人が突然解雇された。日本法人の従業員も対象になっている。
11月14日、バレンシアガが買収完了後には大手ファッション企業として初めてTwitterアカウントを削除した。